# Marijaš (planina)
Marijaš (alb. Marijash; srp. Маријаш) ili Bogdaš (alb. Bogdash; srp. Богдаш) je planina u gorju Prokletijama, na Kosovu. S visinom od 2,533 m/nm, najviši je vrh područja Bogićevice i jedan od najviših vrhova Prokletija na Kosovu. Planina se nalazi blizu crnogorske granice.

## Vanjske poveznice
|  | Zajednički poslužitelj ima još gradiva o temi Marijaš (planina) |